# Bottiglie rotte (Subsonica)
Bottiglie rotte è un singolo del gruppo musicale italiano Subsonica, pubblicato il 7 settembre 2018 come primo estratto dall'ottavo album in studio 8.
Il brano è stato scritto da Max Casacci (musica e testo) e Boosta (musica).

## Video musicale
Il videoclip è stato pubblicato il 10 settembre 2018 sul canale Vevo-YouTube del gruppo.

## Classifiche
| Classifica (2018) | Posizione raggiunta |
| ----------------- | ------------------- |
| Italia            | 80                  |